# Der Kampf mit dem Drachen

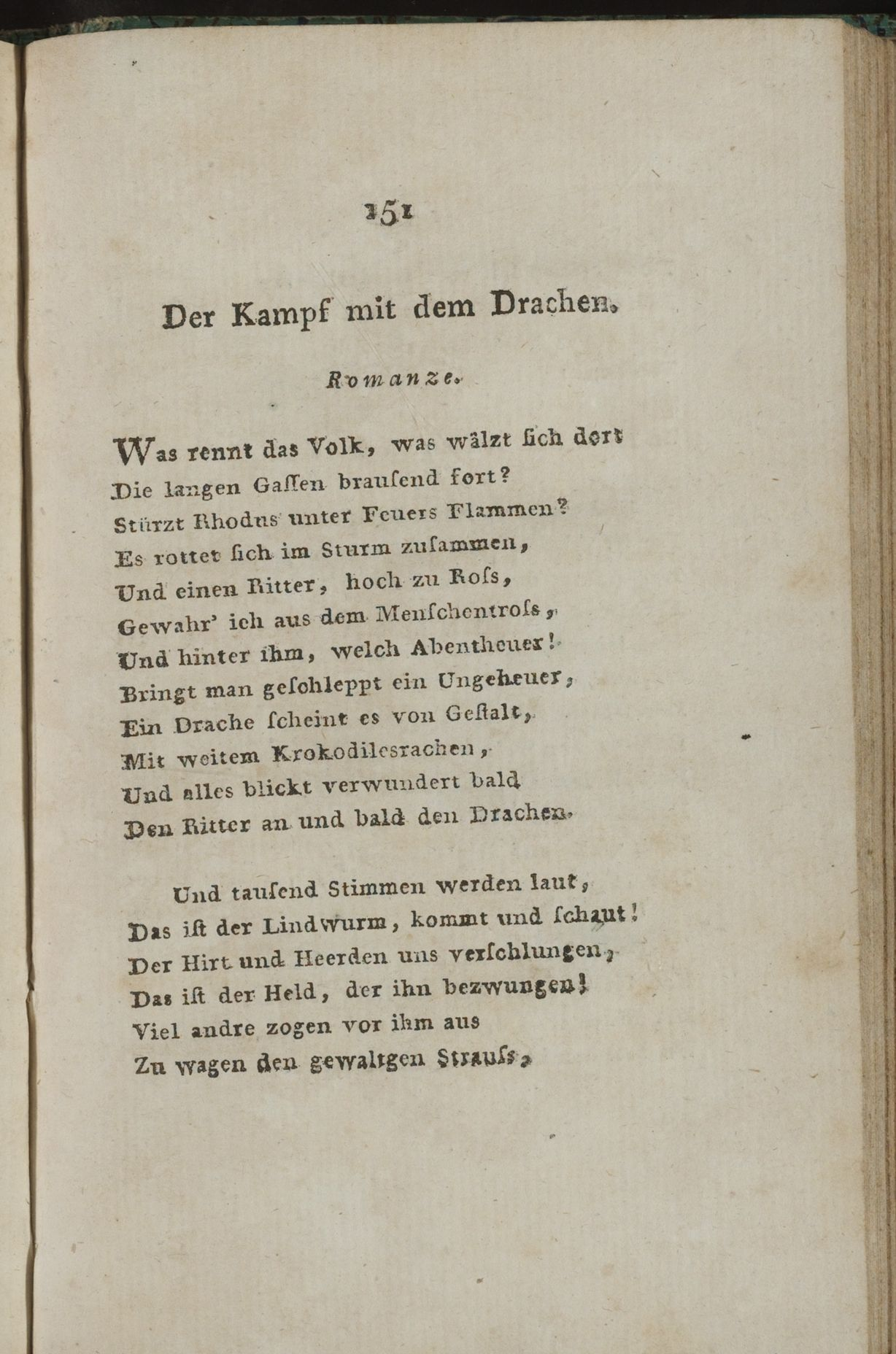
Musenalmanach 1799 Seite 151

Der Kampf mit dem Drachen ist eine Ballade von Friedrich Schiller mit dem Untertitel Romanze. Sie entstand im Sommer 1798 um dieselbe Zeit wie Die Bürgschaft und wurde wie diese im Musen-Almanach 1799 erstmals veröffentlicht.

## Aufbau
Die Ballade besteht aus 25 Strophen mit je 12 Versen in vierfüßigen Jamben mit dem Reimschema [aabbccddefef].

## Inhalt
Ein Ritter des Johanniterordens auf Rhodos hat es als seine „Ritterpflicht“ angesehen, den Kampf mit einem Drachen zu suchen, der im Gebirge haust und dort die Wege unsicher macht. Nachdem er ihn erschlagen hat, muss er sich deshalb vor dem Großmeister des Ordens verantworten. Dieser hatte solchen Kampf nämlich verboten, nachdem er nach und nach fünf Ritter das Leben gekostet hatte. Der Drachentöter schildert nun ausführlich seine Beweggründe, seine sorgfältige Vorbereitung und den Verlauf des Kampfes. Der Großmeister erkennt die Tapferkeit des Ritters an, allein
Muth zeiget auch der Mameluk,

Gehorsam ist des Christen Schmuck
Schlimmer als der Drache sei
der widerspenstge Geist

Der gegen Zucht sich frech empöret,

Der Ordnung heilig Band zerreißt,

Denn der ists, der die Welt zerstöret.
Für jemand, der den „eignen Willen“ nicht bändige, sondern „eitlen Ruhm“ suche, sei im Orden kein Platz. Während das Volk aufbegehrt und die Ordensmänner um Gnade flehen, akzeptiert der Drachentöter diesen Spruch beschämt und wortlos.
Still legt er von sich das Gewand

Und küßt des Meisters strenge Hand

Und geht. Der folgt ihm mit dem Blicke,

Dann ruft er liebend ihn zurücke

Und spricht: Umarme mich, mein Sohn!

Dir ist der härtre Kampf gelungen.

Nimm dieses Kreuz: es ist der Lohn

Der Demuth, die sich selbst bezwungen.

## Entstehung
Die Ballade greift die Geschichte des Drachentöters Dieudonné de Gozon auf, die Schiller aus der Histoire des chevaliers de l’ordre de Malte (1722) des Abbé Réné-Aubert Vertot kannte. Zu der deutschsprachigen, von Friedrich Immanuel Niethammer bearbeiteten Ausgabe Geschichte des Maltheserordens nach Vertot von 1792 hatte Schiller eine Vorrede beigesteuert.
In einem Brief vom 21. August 98 berichtete er Goethe:

„… unterdessen habe ich einige Dutzend Reime gemacht und bin eben an der Ballade, wobey ich mir die Unterhaltung verschaffe, mit einer gewißen plastischen Besonnenheit zu verfahren, welche der Anblick der Kupferstiche in mir erweckt hat.“

Am 4. September 1798 schickte er Goethe den Kampf mit dem Drachen zusammen mit der Bürgschaft und schrieb dazu:

„Es sollte mir lieb sein, wenn ich den christlich-mönchisch-ritterlichen Geist der Handlung richtig getroffen, und die disparaten Momente derselben in einem harmonirenden Ganzen vereinigt hätte. Die Erzählung des Ritters ist zwar etwas lang ausgefallen, doch das Detail war nöthig und trennen ließ sie sich nicht wohl.
Haben Sie die Güte mich zu erinnern, wenn Sie etwas anders wünschten, und mir das Manuscript mit dem Botenmädchen zurückzusenden.“

Goethe antwortete am 5. September 1798:

„In der Hoffnung Sie morgen zu sehen schreibe ich nur wenig. Die Balladen folgen zurück, sie sind beide sehr gut gerathen. Bei dem christlichen Drachen finde ich nichts zu erinnern, er ist sehr schön und zweckmäßig.“